# Lest We Forget: The Best Of
Lest We Forget: The Best Of — збірка найкращих пісень американського рок-гурту Marilyn Manson, видана 28 вересня 2004 р. До компіляції увійшов один новий трек, кавер-версія пісні «Personal Jesus» Depeche Mode. Свого часу Менсон назвав реліз «прощальним альбомом». Проте відтоді гурт випустив три платівки: Eat Me, Drink Me, The High End of Low і Born Villain.
Буклет містить як старі світлини з Менсоном, так і кілька нових фотографій, що мали на меті дати уявлення, який вигляд матиме фронтмен під час нової ери. На обкладинці альбому зображено акварель Менсона «Досвід — учитель дурнів» (англ. «Experience Is the Mistress of Fools»). Учасниками гурту зазначені Менсон, Джинджер Фіш, Мадонна Вейн Ґейсі та Тім Шьольд. Останній — як гітарист і басист. До складу делюкс-видання входить DVD з усіма відеокліпами, які на той час існували (за винятком «(s)AINT», «Tainted Love» та «Astonishing Panorama of the Endtimes»). На підтримку компіляції гурт вирушив у тур Against All Gods Tour.

## Список пісень
| #   | Назва                                                          | Автор музики              | Тривалість |
| --- | -------------------------------------------------------------- | ------------------------- | ---------- |
| 1.  | «The Love Song»                                                | Рамірез, 5                | 3:05       |
| 2.  | «Personal Jesus»                                               | Ґор                       | 4:06       |
| 3.  | «mOBSCENE»                                                     | Менсон, 5                 | 3:26       |
| 4.  | «The Fight Song»                                               | 5                         | 2:57       |
| 5.  | «Tainted Love»                                                 | Ед Кобб                   | 3:20       |
| 6.  | «The Dope Show»                                                | Рамірез                   | 3:40       |
| 7.  | «This Is the New Shit»                                         | Менсон, 5, Шьольд         | 4:20       |
| 8.  | «Disposable Teens»                                             | 5, Рамірез                | 3:04       |
| 9.  | «Sweet Dreams (Are Made of This)»                              | Стюарт, Леннокс           | 4:51       |
| 10. | «Lunchbox»                                                     | Берковітц, Ґейн           | 4:35       |
| 11. | «Tourniquet»                                                   | Берковітц, Рамірез        | 4:44       |
| 12. | «Rock Is Dead»                                                 | Рамірез, Ґейсі            | 3:09       |
| 13. | «Get Your Gunn»                                                | Берковітц, Ґейн           | 3:18       |
| 14. | «The Nobodies»                                                 | Менсон, 5                 | 3:35       |
| 15. | «Long Hard Road Out of Hell»                                   | Рамірез                   | 4:21       |
| 16. | «The Beautiful People»                                         | Рамірез                   | 3:42       |
| 17. | «The Reflecting God»                                           | Рамірез, Резнор           | 5:36       |
| 18. | «(s)AINT» (Міжнародний бонус-трек)                             | Менсон, 5, Шьольд         | 3:45       |
| 19. | «Irresponsible Hate Anthem» (Британський/Японський бонус-трек) | Рамірез, Берковітц, Ґейсі | 4:17       |
| 20. | «Coma White» (Японський бонус-трек)                            | Рамірез, Ґейсі, Зам       | 5:40       |

| Японський бонус-диск | Японський бонус-диск                                                 | Японський бонус-диск | Японський бонус-диск |
| #                    | Назва                                                                | Автор музики         | Тривалість           |
| -------------------- | -------------------------------------------------------------------- | -------------------- | -------------------- |
| 1.                   | «Next Motherfucker» (Remix)                                          | Берковітц, Ґейн      | 4:47                 |
| 2.                   | «The Not-So-Beautiful People»                                        | Рамірез              | 6:11                 |
| 3.                   | «The Horrible People»                                                | Рамірез              | 5:13                 |
| 4.                   | «Tourniquet» (Prosthetic Dance Mix Edit)                             | Берковітц, Рамірез   | 4:10                 |
| 5.                   | «I Don't Like the Drugs (But the Drugs Like Me)» (Danny Saber Remix) | Рамірез, Зам         | 5:18                 |
| 6.                   | «Working Class Hero»                                                 | Леннон               | 3:39                 |
| 7.                   | «The Fight Song» (Slipknot Remix)                                    | 5                    | 3:50                 |
| 8.                   | «mOBSCENE» (Sauerkraut Remix - Rammstein Mix)                        | Менсон, 5            | 3:16                 |

### DVD
1. «Personal Jesus»*
2. «(s)AINT»**
3. «This Is the New Shit»
4. «mOBSCENE»
5. «The Nobodies»
6. «The Fight Song»
7. «Disposable Teens»
8. «Coma White»
9. «Rock Is Dead»
10. «I Don't Like the Drugs (But the Drugs Like Me)»
11. «The Dope Show»
12. «Long Hard Road Out of Hell»
13. «Cryptorchid»
14. «Man That You Fear»
15. «Tourniquet»
16. «The Beautiful People»
17. «Sweet Dreams (Are Made of This)»
18. «Dope Hat»
19. «Lunchbox»
20. «Get Your Gunn»

* Не увійшов до американського видання.
** На японському делюкс-виданні у кліпі «(s)AINT» кадри з вульвою (на 2:07 та 2:10-2:11) піддалися цензурі через законодавство країни.
DVD містить кілька пасхальних яєць. Відеоролик «Аутопсія» можна подивитися, навівши в меню бонусів на промежину Менсона. Також можна знайти альтернативну версію кліпу «Disposable Teens» та відео за лаштунками зйомок «mOBSCENE».

## Корейське спеціальне видання
22 липня 2008 у Кореї випустили спеціальне діджіпак-видання компіляції. Реліз містив бонус-треки «(s)AINT» та «Irresponsible Hate Anthem», DVD (кліп «(s)AINT» відсутній) і концертний альбом The Last Tour on Earth.

## Чартові позиції

### Альбому
| Чарт (2004)     | Найвища позиція |
| --------------- | --------------- |
| Австралія       | 15              |
| Австрія         | 3               |
| Валлонія        | 4               |
| Велика Британія | 4               |
| Данія           | 20              |
| Канада          | 3               |
| Ірландія        | 23              |
| Іспанія         | 97              |
| Італія          | 14              |
| Мексика         | 12              |
| Нідерланди      | 41              |
| Німеччина       | 4               |
| Нова Зеландія   | 9               |
| Норвегія        | 16              |
| Польща          | 38              |
| Португалія      | 11              |
| США             | 9               |
| Угорщина        | 40              |
| Фінляндія       | 22              |
| Фландрія        | 19              |
| Франція         | 5               |
| Швейцарія       | 5               |
| Швеція          | 10              |

### Синглу
| Сингл            | Чарт (2004)                      | Найвища позиція |
| ---------------- | -------------------------------- | --------------- |
| «Personal Jesus» | Австралія                        | 30              |
| «Personal Jesus» | Австрія                          | 10              |
| «Personal Jesus» | Валлонія                         | 38              |
| «Personal Jesus» | Велика Британія                  | 13              |
| «Personal Jesus» | Данія                            | 8               |
| «Personal Jesus» | Ірландія                         | 46              |
| «Personal Jesus» | Італія                           | 10              |
| «Personal Jesus» | Нідерланди                       | 89              |
| «Personal Jesus» | Німеччина                        | 11              |
| «Personal Jesus» | Норвегія                         | 15              |
| «Personal Jesus» | Угорщина                         | 8               |
| «Personal Jesus» | Фінляндія                        | 20              |
| «Personal Jesus» | Франція                          | 62              |
| «Personal Jesus» | Швейцарія                        | 13              |
| «Personal Jesus» | Швеція                           | 39              |
| «Personal Jesus» | US Bubbling Under Hot 100        | 24              |
| «Personal Jesus» | US Dance Music/Club Play Singles | 35              |
| «Personal Jesus» | US Mainstream Rock Tracks        | 20              |
| «Personal Jesus» | US Modern Rock Tracks            | 12              |

## Сертифікації
| Країна          | Організація | Сертифікація | Наклад   |
| --------------- | ----------- | ------------ | -------- |
| Австралія       | ARIA        | Золотий      | 35 тис.  |
| Велика Британія | BPI         | Золотий      | 100 тис. |
| Німеччина       | BVMI        | Золотий      | 100 тис. |
| США             | RIAA        | Золотий      | 500 тис. |
| Франція         | SNEP        | Золотий      | 100 тис. |